# ژان-لوک مولنری

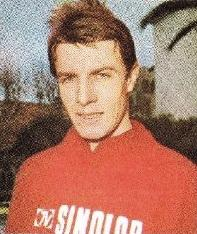
ژان-لوک مولنری دوچرخه سوار اهل فرانسه

ژان-لوک مولنری (فرانسوی: Jean-Luc Molineris‎؛ زادهٔ ۲۵ اوت ۱۹۵۰) دوچرخه‌سوار اهل فرانسه است.